# The Lady - L'amore per la libertà
The Lady - L'amore per la libertà (The Lady) è un film del 2011 diretto da Luc Besson.
Film biografico sulla vita del premio Nobel per la pace Aung San Suu Kyi, interpretata da Michelle Yeoh.
Il film si focalizza sul rapporto della leader dell'opposizione birmana con il marito e la famiglia in generale, descrive la dimensione intima di una donna costretta dal regime a vivere lontano dai propri affetti, saldi e duraturi nonostante le difficoltà.

## Trama
La giovane madre Aung San Suu Kyi (Suu) vive a Londra con il marito, Michael Aris e i figli, Kim e Alexander. Una improvvisa telefonata la avvisa che la madre ha avuto un infarto ed è stata ricoverata in un ospedale in Birmania, il paese dove Suu ha vissuto da bambina prima della morte del padre.
La Birmania si trovava in quel periodo attraversata da una serie di rivolte studentesche che si trasformeranno in veri e propri omicidi di massa ad opera della dittatura militare.
Aung San Suu Kyi lotterà per la pace e per lo sviluppo della democrazia della sua nazione. Una volta giunta nel paese, verrà messa agli arresti domiciliari e i suoi sostenitori imprigionati. Una volta vinte le prime elezioni democratiche, verrà liberata, insieme ai compagni anche se tenuta sotto uno stretto e continuo controllo.
Intanto alla famiglia, che risiedeva a Londra, verrà proibito ogni tentativo di accesso al confine birmano. Dopo 6 anni, nel marzo 1999, al marito venne diagnosticato un tumore che lo costringerà a recarsi in ospedale dove morirà dopo poco, esattamente il giorno del suo 53º compleanno. Aung San Suu Kyi, grazie al suo coraggio e alla sua forza, continua a proseguire la lotta non violenta, in onore del marito, e, nel 2010 verrà definitivamente liberata.

## Distribuzione
Il film venne presentato al Toronto International Film Festival il 12 settembre 2011. In Italia, dopo aver inaugurato il Festival Internazionale del Film di Roma 2011, è stato distribuito nelle sale cinematografiche il 23 marzo 2012, come prima pellicola, distribuita dalla neonata Good Films.